# Koning van de Maas
Koning van de Maas is een Nederlands gesproken dramaserie van RTV Rijnmond die sinds het najaar van 2007 uitgezonden wordt.
De serie is ontwikkeld door Rogier Proper en Simone Duwel. Deze televisiemakers waren eerder betrokken bij soapseries als Goede tijden, slechte tijden en Onderweg naar Morgen en hebben ook andere programma's gemaakt. Koning van de Maas wordt iedere zondag om 17.15 uur uitgezonden, daarna wordt de serie tot de volgende middag 16.15 uur ieder uur herhaald en ook iedere dag om 22.30 uur wordt de aflevering van zondag herhaald.

## Cast
- Aat Ceelen - Jaap Koning
- Floortje van Waardenberg - Bobby Koning
- Dragan Bakema - JJ Koning
- Frédérique Spigt - Nellie Funhoff
- Brûni Heinke - Willemijn
- Loes Luca - Miep
- Fouad Mourigh - Aziz Yilmaz
- Maureen Bechoe- Tica
- Cheryl Ashruf - Ultra